# Liste der Autorenbeteiligungen und Produktionen von Afrob
Dies ist eine Übersicht über die Autorenbeteiligungen und Musikproduktionen des deutschen Musikers Afrob. Zu berücksichtigen ist, dass Hitmedleys, Remixe, Liveaufnahmen oder Neuaufnahmen des gleichen Interpreten nicht aufgeführt werden. Ebenso werden aus Gründen der besseren Übersicht lediglich nennenswerte Coverversionen aufgeführt. Tätigkeiten als Komponist und/oder Liedtexter sind in der folgenden Tabelle unter der Spalte „Autor“ zusammengefasst worden. Für eine Übersicht aller Charterfolge siehe Afrob/Diskografie.

## #
| Jahr | Titel                                              | Interpret                                                          | Autor                       | Produzent |
| ---- | -------------------------------------------------- | ------------------------------------------------------------------ | --------------------------- | --------- |
| 1999 | 1, 2, 3, …Rhymes Galore (From New York to Germany) | DJ Tomekk vs. Grandmaster Flash feat. Afrob, Flavor Flav & MC Rene | Grünes Häkchensymbol für ja |           |
| 2013 | 30-11-80                                           | Sido & Various Artists                                             | Grünes Häkchensymbol für ja |           |
| 2006 | 188-190                                            | Kodimey feat. Afrob                                                | Grünes Häkchensymbol für ja |           |
| 2014 | 808 Walza                                          | Afrob feat. Telly Tellz & Asmarina Abraha                          | Grünes Häkchensymbol für ja |           |

## A
| Jahr      | Titel                    | Interpret                                                                       | Autor                       | Produzent |
| --------- | ------------------------ | ------------------------------------------------------------------------------- | --------------------------- | --------- |
| 2001 2018 | Adriano (Letzte Warnung) | Brothers Keepers Samy Deluxe feat. Afrob, Denyo, Xavier Naidoo, Torch & Megaloh | Grünes Häkchensymbol für ja |           |
| 2003      | African Riddim           | ASD                                                                             | Grünes Häkchensymbol für ja |           |
| 2001      | Afrocalypse 4            | Afrob feat. Harris                                                              | Grünes Häkchensymbol für ja |           |
| 2009      | Allein                   | Afrob                                                                           | Grünes Häkchensymbol für ja |           |
| 2001      | Alles Lüge               | Afrob feat. David Pe & DJ Emilio                                                | Grünes Häkchensymbol für ja |           |
| 2003      | Also was!?!              | DJ Desue feat. Afrob & Samy Deluxe                                              | Grünes Häkchensymbol für ja |           |
| 2001      | Arrab                    | Afrob feat. Gentleman                                                           | Grünes Häkchensymbol für ja |           |
| 2003      | ASD                      | ASD                                                                             | Grünes Häkchensymbol für ja |           |
| 2009      | ASD Comeback             | Afrob feat. Samy Deluxe                                                         | Grünes Häkchensymbol für ja |           |

## B
| Jahr | Titel                     | Interpret                | Autor                       | Produzent                   |
| ---- | ------------------------- | ------------------------ | --------------------------- | --------------------------- |
| 2009 | Babygirl                  | Afrob feat. DJ Rocky     | Grünes Häkchensymbol für ja |                             |
| 2005 | Bang! Bang!               | Afrob mit Such a Surge   | Grünes Häkchensymbol für ja |                             |
| 2005 | Bereit                    | Brothers Keepers         | Grünes Häkchensymbol für ja |                             |
| 2003 | Big Boys                  | ASD feat. Brooke Russell | Grünes Häkchensymbol für ja |                             |
| 2001 | Bist du?                  | Afrob                    | Grünes Häkchensymbol für ja | Grünes Häkchensymbol für ja |
| 2003 | Black Star Line-Up        | Afrob feat. Sékou        | Grünes Häkchensymbol für ja |                             |
| 1999 | Bullenflash Teil 1 (Skit) | Afrob                    |                             | Grünes Häkchensymbol für ja |

## C
| Jahr | Titel            | Interpret               | Autor                       | Produzent                   |
| ---- | ---------------- | ----------------------- | --------------------------- | --------------------------- |
| 1999 | Call from Boston | Afrob                   |                             | Grünes Häkchensymbol für ja |
| 2004 | Champions        | Samy Deluxe feat. Afrob | Grünes Häkchensymbol für ja |                             |

## D
| Jahr | Titel                    | Interpret              | Autor                       | Produzent                   |
| ---- | ------------------------ | ---------------------- | --------------------------- | --------------------------- |
| 2003 | Dance with Me            | ASD feat. Tracey Moore | Grünes Häkchensymbol für ja |                             |
| 2001 | Der Afroasiate           | Afrob                  | Grünes Häkchensymbol für ja | Grünes Häkchensymbol für ja |
| 2005 | Du bist es nicht!        | Afrob feat. Lisi       | Grünes Häkchensymbol für ja |                             |
| 2009 | Du weisst (was ich will) | Afrob feat. Habescha   | Grünes Häkchensymbol für ja |                             |

## E
| Jahr | Titel                        | Interpret                 | Autor                       | Produzent                   |
| ---- | ---------------------------- | ------------------------- | --------------------------- | --------------------------- |
| 1998 | Ein Fall für zwei (La la la) | Hausmarke feat. Afrob     | Grünes Häkchensymbol für ja |                             |
| 1999 | Einfach                      | Afrob feat. Meli          | Grünes Häkchensymbol für ja |                             |
| 2001 | En position de débat         | Afrob feat. Warda         | Grünes Häkchensymbol für ja |                             |
| 2005 | Es geht hoch                 | Afrob feat. Lisi          | Grünes Häkchensymbol für ja |                             |
| 1999 | Es trafen sich … (Skit)      | Afrob                     |                             | Grünes Häkchensymbol für ja |
| 1999 | Exklusivinterview            | Freundeskreis feat. Afrob | Grünes Häkchensymbol für ja |                             |
| 2001 | Ey! Yo!                      | DJ Derezon feat. Afrob    | Grünes Häkchensymbol für ja |                             |

## F
| Jahr | Titel          | Interpret                      | Autor                       | Produzent |
| ---- | -------------- | ------------------------------ | --------------------------- | --------- |
| 2006 | Fick ihn       | Bass Sultan Hengzt feat. Afrob | Grünes Häkchensymbol für ja |           |
| 2001 | Fieber         | Afrob feat. Da Force           | Grünes Häkchensymbol für ja |           |
| 2003 | Frage/Antwort  | ASD                            | Grünes Häkchensymbol für ja |           |
| 2014 | Freundschaft + | Afrob                          | Grünes Häkchensymbol für ja |           |
| 2014 | Fuß in der Tür | Afrob feat. Der Stamm          | Grünes Häkchensymbol für ja |           |

## G
| Jahr | Titel                   | Interpret                                               | Autor                       | Produzent |
| ---- | ----------------------- | ------------------------------------------------------- | --------------------------- | --------- |
| 2005 | Geh dazu ab             | Afrob                                                   | Grünes Häkchensymbol für ja |           |
| 2005 | German & Yardie         | Afrob feat. Light Of Da Bustababes                      | Grünes Häkchensymbol für ja |           |
| 2009 | Gief Konjunkturpaket VI | Afrob feat. Sarah                                       | Grünes Häkchensymbol für ja |           |
| 2002 | Grande Finale           | Viererkette (Max Herre, Gentleman, Afrob & Daddy Rings) | Grünes Häkchensymbol für ja |           |

## H
| Jahr | Titel                        | Interpret                          | Autor                       | Produzent |
| ---- | ---------------------------- | ---------------------------------- | --------------------------- | --------- |
| 2003 | Hey du (Nimm dir Zeit)       | ASD                                | Grünes Häkchensymbol für ja |           |
| 2011 | Hol die Hände aus der Tasche | Farid Bang feat. Afrob & Eko Fresh | Grünes Häkchensymbol für ja |           |

## I
| Jahr | Titel                    | Interpret               | Autor                       | Produzent |
| ---- | ------------------------ | ----------------------- | --------------------------- | --------- |
| 2009 | I Want U                 | Afrob feat. Jason Biggz | Grünes Häkchensymbol für ja |           |
| 2003 | Ich & er                 | ASD                     | Grünes Häkchensymbol für ja |           |
| 2013 | Ich ficke alle           | Massiv feat. Afrob      | Grünes Häkchensymbol für ja |           |
| 2014 | Ich mag an dir           | Afrob feat. She Raw     | Grünes Häkchensymbol für ja |           |
| 2003 | Im Grunde genommen       | ASD                     | Grünes Häkchensymbol für ja |           |
| 2014 | Immer weiter             | Afrob                   | Grünes Häkchensymbol für ja |           |
| 2001 | In Gefahr und großer Not | Afrob                   | Grünes Häkchensymbol für ja |           |
| 2003 | Is’ wie’s is’            | ASD feat. Dean          | Grünes Häkchensymbol für ja |           |

## J
| Jahr | Titel      | Interpret | Autor                       | Produzent |
| ---- | ---------- | --------- | --------------------------- | --------- |
| 2014 | Jeder geht | Afrob     | Grünes Häkchensymbol für ja |           |

## K
| Jahr | Titel                     | Interpret                                    | Autor                       | Produzent                   |
| ---- | ------------------------- | -------------------------------------------- | --------------------------- | --------------------------- |
| 2003 | Kaos                      | ASD                                          | Grünes Häkchensymbol für ja |                             |
| 2015 | Kein Bock (Allstar Remix) | Denyo feat. Jan Delay, ASD, Megaloh & Bartek | Grünes Häkchensymbol für ja |                             |
| 2014 | Keine Gefangenen          | Afrob                                        | Grünes Häkchensymbol für ja |                             |
| 2001 | Komm auf den Punkt        | Da Force feat. Meli                          |                             | Grünes Häkchensymbol für ja |
| 2003 | Komm schon                | ASD                                          | Grünes Häkchensymbol für ja |                             |
| 2001 | Kuckt ma’ wer da rollt    | Afrob feat. Joy Denalane & Max               | Grünes Häkchensymbol für ja |                             |

## L
| Jahr | Titel     | Interpret           | Autor                       | Produzent |
| ---- | --------- | ------------------- | --------------------------- | --------- |
| 2014 | Lampedusa | Afrob feat. Habesha | Grünes Häkchensymbol für ja |           |

## M
| Jahr | Titel           | Interpret                      | Autor                       | Produzent |
| ---- | --------------- | ------------------------------ | --------------------------- | --------- |
| 2009 | Mach mein Ding  | Afrob feat. Camouflow          | Grünes Häkchensymbol für ja |           |
| 2001 | Made in Germany | Afrob                          | Grünes Häkchensymbol für ja |           |
| 2009 | Mein Kampf      | Afrob                          | Grünes Häkchensymbol für ja |           |
| 1996 | Mutterstadt     | Massive Töne feat. Afrob & Max | Grünes Häkchensymbol für ja |           |

## N
| Jahr | Titel         | Interpret               | Autor                       | Produzent |
| ---- | ------------- | ----------------------- | --------------------------- | --------- |
| 2005 | Nicht mit mir | Afrob feat. Dean Dawson | Grünes Häkchensymbol für ja |           |
| 2001 | Nylon         | Afrob                   | Grünes Häkchensymbol für ja |           |

## O
| Jahr | Titel                  | Interpret                | Autor                       | Produzent                   |
| ---- | ---------------------- | ------------------------ | --------------------------- | --------------------------- |
| 2001 | Öffne die Augen        | Afrob feat. D-Flame      | Grünes Häkchensymbol für ja |                             |
| 2003 | Off Day                | ASD                      | Grünes Häkchensymbol für ja | Grünes Häkchensymbol für ja |
| 2005 | Ohne uns geht es nicht | Afrob feat. Samy Deluxe  | Grünes Häkchensymbol für ja |                             |
| 2003 | Outro                  | ASD feat. Brooke Russell | Grünes Häkchensymbol für ja |                             |

## P
| Jahr | Titel      | Interpret                                | Autor                       | Produzent |
| ---- | ---------- | ---------------------------------------- | --------------------------- | --------- |
| 1998 | Prime Time | Afrob                                    | Grünes Häkchensymbol für ja |           |
| 1999 | Pulsschlag | Freundeskreis feat. Afrob & Massive Töne | Grünes Häkchensymbol für ja |           |
| 2014 | Push       | Afrob                                    | Grünes Häkchensymbol für ja |           |

## R
| Jahr | Titel                | Interpret                                                                            | Autor                       | Produzent                   |
| ---- | -------------------- | ------------------------------------------------------------------------------------ | --------------------------- | --------------------------- |
| 2014 | R.I.P                | Afrob feat. Megaloh                                                                  | Grünes Häkchensymbol für ja |                             |
| 2013 | Rap ist              | Max Herre feat. Afrob & Megaloh                                                      | Grünes Häkchensymbol für ja |                             |
| 1999 | Reimemonster         | Afrob feat. Ferris MC                                                                | Grünes Häkchensymbol für ja |                             |
| 2009 | Revanche             | Hassan Annouri feat. Afrob & She Raw                                                 | Grünes Häkchensymbol für ja |                             |
| 1999 | RingRing (Skit)      | Afrob                                                                                |                             | Grünes Häkchensymbol für ja |
| 2014 | Riskier alles        | Afrob, Cro, Teesy, Megaloh, MoTrip, Celo & Abdi, Olli Banjo, Bartek, Prinz Pi & Sido | Grünes Häkchensymbol für ja |                             |
| 2014 | Ruf deine Freunde an | Afrob feat. Max Herre                                                                | Grünes Häkchensymbol für ja |                             |

## S
| Jahr | Titel                     | Interpret                       | Autor                       | Produzent |
| ---- | ------------------------- | ------------------------------- | --------------------------- | --------- |
| 2003 | Sag mir wo die Party ist! | ASD                             | Grünes Häkchensymbol für ja |           |
| 2003 | Sandman                   | ASD                             | Grünes Häkchensymbol für ja |           |
| 2005 | Schaffen ums zu schaffen  | Afrob feat. Dymak & J-Luv       | Grünes Häkchensymbol für ja |           |
| 2000 | Schau dich um             | DJ Thomilla feat. Afrob & Wasi  | Grünes Häkchensymbol für ja |           |
| 2009 | Schnelle Nummer           | Afrob feat. Brixx & Dean Dawson | Grünes Häkchensymbol für ja |           |
| 2014 | Schwerer Anschlag         | Afrob feat. Samy Deluxe         | Grünes Häkchensymbol für ja |           |
| 2009 | Sie, ich & sie            | Afrob feat. Cassandra Steen     | Grünes Häkchensymbol für ja |           |
| 2003 | Sneak Preview             | ASD                             | Grünes Häkchensymbol für ja |           |
| 2007 | So arrogant               | Illo 77 feat. Afrob             | Grünes Häkchensymbol für ja |           |
| 2009 | So lange her              | Afrob feat. Lisi                | Grünes Häkchensymbol für ja |           |
| 2001 | So soll’s sein            | Samy Deluxe feat. Afrob         | Grünes Häkchensymbol für ja |           |
| 2005 | Soulmate                  | Afrob feat. Joy Denalane        | Grünes Häkchensymbol für ja |           |
| 2009 | Spektakulär 2009          | Afrob                           | Grünes Häkchensymbol für ja |           |
| 2005 | Stopp die Party           | Afrob                           | Grünes Häkchensymbol für ja |           |
| 2005 | Stossen mit den Jungs an  | Afrob feat. Dean Dawson         | Grünes Häkchensymbol für ja |           |
| 2005 | Supastar                  | Afrob                           | Grünes Häkchensymbol für ja |           |

## T
| Jahr | Titel                      | Interpret                                              | Autor                       | Produzent                   |
| ---- | -------------------------- | ------------------------------------------------------ | --------------------------- | --------------------------- |
| 2013 | Tabula Rasa Pt.2           | Max Herre feat. Afrob, Gentleman, Joy Denalane & Sékou | Grünes Häkchensymbol für ja |                             |
| 2001 | The Return of Reimemonster | Afrob feat. Ferris MC                                  | Grünes Häkchensymbol für ja |                             |
| 2013 | Tommy Is Back              | Thomas D feat. Herr Sorge + Afrob                      | Grünes Häkchensymbol für ja |                             |
| 2006 | Trilingue                  | Afrob & Dean Dawson feat. Bilingua                     | Grünes Häkchensymbol für ja | Grünes Häkchensymbol für ja |

## V
| Jahr | Titel                          | Interpret             | Autor                       | Produzent |
| ---- | ------------------------------ | --------------------- | --------------------------- | --------- |
| 2003 | Vaterlos                       | ASD feat. D-Flame     | Grünes Häkchensymbol für ja |           |
| 2005 | Viel zu gut                    | Afrob feat. Max Herre | Grünes Häkchensymbol für ja |           |
| 2014 | Von Pfaffenäcker ins Märkische | Afrob                 | Grünes Häkchensymbol für ja |           |

## W
| Jahr | Titel                      | Interpret                                           | Autor                       | Produzent                   |
| ---- | -------------------------- | --------------------------------------------------- | --------------------------- | --------------------------- |
| 2005 | Was                        | Afrob                                               | Grünes Häkchensymbol für ja |                             |
| 2014 | Was ist los                | Afrob feat. Lisi                                    | Grünes Häkchensymbol für ja |                             |
| 2006 | Was geht!                  | Afrob & D-Flame                                     | Grünes Häkchensymbol für ja |                             |
| 2005 | Was weiß ich               | Afrob                                               | Grünes Häkchensymbol für ja |                             |
| 2009 | Was wollt ihr?             | Afrob                                               | Grünes Häkchensymbol für ja |                             |
| 2009 | Wat is los?                | Afrob feat. Lisi                                    | Grünes Häkchensymbol für ja |                             |
| 2003 | Weißt du wo die Party ist? | ASD                                                 |                             | Grünes Häkchensymbol für ja |
| 1997 | Wenn der KolchMob tourt    | Freundeskreis feat. Afrob, DJ Emilio & Massive Töne | Grünes Häkchensymbol für ja |                             |
| 2001 | Wenn ich                   | Afrob                                               | Grünes Häkchensymbol für ja |                             |
| 2003 | Wenn ihr fühlt…            | ASD                                                 | Grünes Häkchensymbol für ja |                             |
| 2003 | Wer hätte das gedacht?     | ASD                                                 | Grünes Häkchensymbol für ja |                             |
| 2009 | Wo sind die Rapper hin?!   | Afrob                                               | Grünes Häkchensymbol für ja |                             |
| 2005 | Wollt ihr wissen…          | Afrob                                               | Grünes Häkchensymbol für ja |                             |

## Y
| Jahr | Titel   | Interpret | Autor                       | Produzent |
| ---- | ------- | --------- | --------------------------- | --------- |
| 2003 | Yagayaa | ASD       | Grünes Häkchensymbol für ja |           |

## Z
| Jahr | Titel          | Interpret         | Autor                       | Produzent |
| ---- | -------------- | ----------------- | --------------------------- | --------- |
| 2005 | Zähl mein Geld | Afrob             | Grünes Häkchensymbol für ja |           |
| 2014 | Zeit           | Afrob feat. Phono | Grünes Häkchensymbol für ja |           |